# Gornji Teslić
Gornji Teslić (szerbül: Горњи Теслић), település Bosznia-Hercegovinában, a Szerb Köztársaságban, Teslić községben.

## Fekvése
A település Bosznia-Hercegovina középső részének északi szélén, Dobojtól légvonalban 27, közúton 31 km-re délnyugatra, községközpontjától légvonalban 5, közúton 7 km-re délnyugatra, a Borja-hegység északi lejtőin, a Mala Usora-folyó völgyében, 250-400 méteres magasságban található. Itt halad át a Teslićről Banja Lukára vezető főút.

## Népessége
| Nemzetiségi csoport | Népesség 1991 | Népesség 2013 |
| ------------------- | ------------- | ------------- |
| Szerb               | 374           | 1227          |
| Bosnyák             | 1095          | 694           |
| Horvát              | 1             | 7             |
| Jugoszláv           | 11            | 1             |
| Egyéb               | 8             | 16            |
| Összesen            | 1489          | 1947          |

## Története
A többségben muszlim lakosságú település 1878-ig tartozott az Oszmán Birodalomhoz, ekkor a berlini kongresszus határozata alapján az Osztrák-Magyar Monarchia része lett. 1879-ben az első osztrák-magyar népszámlálás során a Tešanji járáshoz és Ranković községhez tartozó településnek 42 háztartása és 285 muszlim lakosa volt. A monarchia szétesésével 1918-ban előbb a Szerb-Horvát-Szlovén Királyság, majd 1929-től a Jugoszláv Királyság része lett. Az 1929-es törvény értelmében, amikor Bosznia-Hercegovinát négy banovinára, Drinskára, Vrbaskára, Zetskára és Primorskára osztották, a település a Vrbaska banovina része lett, amelynek székhelye Banja Luka volt. 
Jugoszlávia megszállása után a Független Horvát Állam (NDH) része lett. A második világháború után 1992-ig a település a szocialista Jugoszlávia keretében a Bosznia-Hercegovinai Népköztársaság része volt. 1992 augusztusában bosznia szerb katonai és félkatonai erők a muszlim lakosságot elűzték, mecsetüket pedig felrobbantották. A daytoni egyezmény aláírása után a település Teslić község részeként a Szerb Köztársaság területéhez került. A háború után az elűzött muszlimok nagy része visszatért és újjáépítette a mecsetet, de amíg a muszlim népesség száma jelentősen csökkent, a szerb lakosság lélekszáma több, mint háromszorosára nőtt.

## Nevezetességei
A mai mecset helyén már emberemlékezet óta egy régi mecset állt, amelyet a boszniai háború idején, 1992 augusztusában aláaknáztak és földig romboltak. A mecset újjáépítésére irányuló kezdeményezésen túl a gyülekezet intézkedéseket tett a hazatérők túlélésének biztosítására. Nagy erőfeszítéssel és anyagi támogatással az új mecset 2003. augusztus 16-ra készült el, amikor az ünnepélyes megnyitóra is sor került. Ma ennek a muszlim gyülekezetnek a szomszédos Đulić-tyal együtt 250 háztartása van.